# دومینیک لابوریه
دومینیک لابوریه (فرانسوی: Dominique Labourier‎؛ زادهٔ ۲۹ آوریل ۱۹۴۳) بازیگر اهل فرانسه است که از سال ۱۹۶۸ تا کنون در بیش از ۴۰ فیلم بازی کرده‌است.
از فیلم‌ها یا برنامه‌های تلویزیونی که وی در آنها نقش داشته‌است می‌توان به ارکستر سرخ، شهر زنان، زمان دوباره به‌دست آمد، یوناس که در سال ۲۰۰۰ بیست‌وپنج ساله خواهد بود، سلین و ژولی قایق‌سواری می‌کنند، تماشاخانه کوچک ژان رنوار و بدون اینکه اثری از خود بجا بگذارد اشاره کرد.